# Stolnica v Altamuri
Stolnica v Altamuri (ital. Duomo di Alamura, Cattedrale di Santa Maria Assunta), posvečena Marijinemu vnebovzetju, je rimskokatoliška stolnica v mestu Altamura v metropolitanskem mestu Bari v Apuliji v južni Italiji.
Od leta 1986 je sedež tistega leta ustanovljenega škofa Altamura-Gravina-Acquaviva delle Fonti. Prej je bila cerkev teritorialne prelature Altamura (iz 1848, Altamura e Acquviva delle Fonti).

## Zgodovina
Cerkev je bila zgrajena po volji cesarja Friderika II. v letih 1232-1254. Glavna vrata, portal, okno rozeta so bili vsi na nasprotni strani od današnje stavbe, oltar pa je bil na območju, kjer so zdaj glavna vrata. Leta 1248 je pod pritiskom Friderika papež Inocenc IV. razglasil Altamuro za izvzeto iz jurisdikcije škofa v Bariju, zaradi česar je postala "palatinska" cerkev, ena od štirih v Apuliji.
Zgodovinar Domenico Santoro (1688) je domneval, da bi cerkev lahko zasedla lokacijo grškega ali rimskega templja, posvečenega Kastorju in Poluksu, saj sta bila na kapitelih kora prisotna dva kipa  Kastorja in Poluksa vsaj do 18. stoletja, preden sta bila uničeni. Vitangelo Frizzale (1755) namesto tega navaja, da je šlo za tempelj, posvečen Janusu (latinsko Ianus bifrons), rimskemu božanstvu. To bi potrdila prisotnost v preteklosti dvolične herme na vrhu starodavnega pročelja stolnice. Vendar pa je bila med obnovitvenimi deli, opravljenimi v 2010-ih, ta skulptura namesto tega identificirana kot glava saracena. Skulptura je imela apotropejski namen in je vzbujala strah pred invazijo Saracenov, ki je bil zlasti v 16. stoletju zelo razširjen strah med kristjani sredozemske Evrope.
Napis v latinščini, ki je na tako imenovanih "anžujskih vratih" (ital. Porta Angioina), pravi, da se je cerkev porušila 29. januarja 1316 in da so jo obnovili s pomočjo veščih gradbincev iz bližnjega Bitonta. Prvi človek, ki je pravilno prevedel ta napis, je bil lokalni zgodovinar Ottavio Serena, kot je navedel v svojem nedokončanem delu Storia di Altamura. Prejšnji zgodovinarji so napis (ki ga je bilo težko brati in pisati v slabi latinščini) napačno prevedli in pripisovali privilegij, ki ga je imela Altamura, po katerem je vsako leto bitontov župan prihajal v Altamuro, da bi vzel cenik živil in ga razširiti po vsej pokrajini.
Sedanja orientacija cerkve je nasprotna prvotni, vendar ni znano, ali je sprememba segala v obdobje vladavine Roberta Anžujskega (začetek 14. stoletja) ali v širitev, izvedeno v letih 1521-1547. Severni portal je iz Robertovega časa, drugi zvonik, oltarni prostor in zakristija pa so bili dozidani v 16. stoletju. Iz 18. stoletja so zgornji deli obeh zvonikov in manjša loža med njima. Komora z uro (altamursko narečje: casa dell'arlogio, italijansko: casa dell'orologio) z utežmi in protiutežmi je bila v prvi polovici 16. stoletja porušena, nato pa je bila ponovno zgrajena, njena zadnja oblika pa je videti kot Slika svete Irene iz 18. stoletja v dvorani sveta mesta Altamura. Na isti sliki je prikazan strelo, ki je udarila v stolp; to se nanaša na pravo nesrečo, ki se je zgodila leta 1726. Po virih je strela dvakrat udarila v stolnico in jo precej poškodovala. V naslednjih treh letih so bila izvedena obnovitvena dela in dozidana stolpa. Kupole so bile dodane tudi vsakemu od dveh stolpov (kot je prikazano na prejšnjih slikah, kupole še niso bile zgrajene).
Na mestu, kjer je danes stolp z uro, tik nad trgom, je imela stolnica tudi sekundarno rozeto in druga okna, ki so danes obzidana.
Leta 1729 sta bila izdelana in nato dodana kipa Marijinega vnebovzetja (ital. Assunta) in dveh svetnikov Petra in Pavla. V naslednjih letih je bila tudi urna komora opuščena in se je spremenila v baročno ložo, ki je danes vidna med stolpoma.
Leta 1858 (le tri dni pred združitvijo Italije) je bil dozidan stolp z uro (po načrtu arhitekta Corradina de Judicibusa).
Stolnica v Altamuri je bila obnovljena leta 2006. Z deli so zunanje stene stolnice povrnili v prvotno belo barvo. V letu 2017 so bila izvedena še ena obnovitvena dela za tlak, sistem razsvetljave, tri vhodne portale in druge lesene konstrukcije.

## Arhitektura

### Zunanjost
Na pročelju sta dva visoka zvonika z dvema redoma v desnem in tri (vključno s prvim v romanskem slogu, na levem, ki se jima pridružuje manjša loža s timpanonom. Večina portalov in oken ima gotsko zašiljene loke (kot tudi Castel del Monte Friderika II.) V loži je majhen kip Brezmadežne Device, na bočnih straneh pa sta dva kipa sv. Petra in Pavla. Pod ložo je okno rozeta s 14. žarki in v njenem središču bas relief z upodobitvijo Agnus Dei..Na levi strani rozete so trije grbi: sredinski je pripadal cesarju Karlu V. iz 16. stoletja, druga dva pa iz obnovitvenih del iz 16. stoletja. Nadaljnje je na levi okno s paličevjem z okraski, podobnimi vzhodni umetnosti, iz prvotne stavbe Friderika II.
Fasado dopolnjuje portal iz 14. stoletja, vključen v preddverje, ki ga podpirata dva stebra, ki imata na dnu skulpturi levov (1533). Na vrhu je timpanon z grbom hiše Anžu in knezov Taranta, vladarjev Altamure v poznem 14. stoletju. Portal krasijo številni izklesani prizori biblijskih prizorov: v luneti je Devica z otrokom in dva angela; v arhitravu je Zadnja večerja: končno je v obokih 22 prizorov iz evangelijev, ki prikazujejo Jezusovo življenje od Oznanjenja do Binkošti.

### Notranjost
Cerkev ima glavno in dve stranski ladji, ločeni s stebri in slopi, s triforijem ob straneh. Kapiteli v bizantinskem slogu so zadnji danes vidni okrasni detajl prvotne stavbe Friderika II., skupaj s triforijem in apsido na levi strani portala.
Ladja z lesenim stropom, okrašenim s pozlačenimi štukaturami, se zaključuje z velikim visokim oltarjem iz 18. stoletja, ki je bil narejen v letih 1736-1793. Oltarna slika je Marijino vnebovzetje Leonarda Castellana (1546). V prezbiteriju je razkošno okrašen lesen kor iz leta 1543, kamnit ambon z izklesanimi prizori iz Jezusovega življenja in lesena prižnica prav tako iz 16. stoletja.
Stranske ladje imajo po šest kapel. V prvi levi kapeli so polikromirane lesene jaslice iz leta 1587. Četrta leva kapela, posvečena sv. Jožefu, je baročna in obsega oltar iz barvnega marmorja s kipom svetnika, ki drži Jezusovo roko z baldahinom.
V cerkvi je tudi platno Domenica Morellija z upodobitvijo sv. Pavla (1876).

## Galerija
- Spominska plošča o italijanskem znanstveniku Luci de Samuele Cagnazzi znotraj "Cappellone di San Giuseppe".[12][13]